# 소료정
소료정(総領町)은 히로시마현 고누군의 중동부에 있던 정이다. 2005년 3월 31일, 구 쇼바라시, 히바군, 도조정, 구치와정, 다카노정, 히와정과 신설합병해 쇼바라시가 되어, 동시에 히바군도 소멸하였다. 

## 역사
- 1955년 3월 31일 - 2개 촌이 합병 (신설합병), 히바군 소료정이 성립하였다.
- 2005년 3월 31일 - 구 쇼바라시, 히바군, 도조정, 구치와정, 다카노정, 히와정, 사이조정, 고누군  신설합병해 쇼바라시가 되었다. 동시에 히바군도 106년반의 역사에 종지부를 찍었다.

## 교통

### 도로
- 국도 제432호선 (일본)(일본어판)